# 实胜寺 (北京)
实胜寺是位于中华人民共和国北京市海淀区香山南路红旗村的团城演武厅西南的一座藏传佛教格鲁派寺院。

## 历史
实胜寺的旧址本为表忠寺（俗名鲍家寺）。清朝乾隆年间，清朝进行了大小金川之役，实胜寺即为其间于乾隆十四年（1749年）改建而成。第一次大金川之役结束之后，乾隆帝下令在香山用于练兵的战碉旁边，建实胜寺，以纪念平定大金川得胜，同时还把自金川回来的习云梯的满族士兵编为“健锐云梯营”，在实胜寺旁边建屋居住，并修建金川式样的战碉，仿照金川首领所居的刮耳崖、勒乌围的环境，供士兵进行操练。
《钦定日下旧闻考·卷一百二·郊垧西十二》载：
增：演武厅西北为实胜寺（《五城寺院册》）。臣等谨按：实胜寺殿前恭悬御书额曰“显大雄力”，并恭立乾隆十四年御制实胜寺记文碑，碑高丈余，方广四面如一，刻国书、蒙古、汉字、梵书四体。
増：《御制实胜寺碑记》：
去岁夏，视师金川者久而弗告其功，且苦酋之恃其碉也，则创为以碉攻碉之说，将筑碉焉。朕谓攻碉已下策，今乃命攻碉者而为之筑碉，是所谓借寇兵而资盗粮者，全无策矣，为之懑然。因忆敬观列朝实录，开国之初，我旗人蹑云梯、肉薄而登城者不可屈指数，以此攻碉，何碉弗克？今之人犹昔之人也，则命于西山之麓，设为石碉也者，而简佽飞之士以习之，不逾月，得精其技者二千人，更命大学士忠勇公傅恒为经略，统之以行，且厚集诸路之师，期必济厥事。赖天之佑，大功以成。此固经略智勇克兼，用扬我武，酋长畏威怀德，厥角请命。是以敌忾以往者，率中道而归，窃恨未施其长技，有余怒焉。记不云乎：“反本修古，不忘其初。”云梯之习，犹是志也，而即以成功，则是地者，岂非绥靖之先声，继武之昭度哉？因命择向庀材，建寺于碉之侧，名之曰“实胜”。夫已习之艺不可废，已奏之绩不可忘。于是合成功之旅，立为健锐云梯营，并于寺之左右，建屋居之，间亦依山为碉，以肖刮耳勒歪之境。昔我太宗皇帝，尝以偏师破明十三万众于松山、杏山之间，归而建实胜寺于盛京，以纪其烈。夫金川蕞尔穷番，岂明师比。然略昆明而穿池，胜乔如而名子，其志不忘一也。《汉书》训“碉”作“雕”，碉为石室，而雕则若雕鹗之栖云者，皆非是。盖西南夷语，彼中呼楼居，其音为碉云尔。乾隆十有四年岁在己巳夏五月之吉。
増：《御制实胜寺后记》：
岁在己巳，建实胜寺于西山之下，其缘起已见前记，不复缀。今赖昊天垂佑宗社笃祜平凖噶尔、回部，拓地伊犁、喀什噶尔、叶尔羌一带二万余里，其外羁縻附属如哈萨克、布鲁特、安集延、拔达克山等部不与焉。凡乘机决计，信赏必罚，奉天讨罪，藉众集事，诸大端具见太学之碑，开惑之论，西师之诗，亦不复缀兹记者。寺左近健锐云梯营实居之，营之兵是役効力为尤多，故不可不旌其前劳，以劝夫后进。先是，呼尔璊霍斯库鲁克之战，我师以少敌众，而贼据险伺隙，故凡行陈，叅伍弥缝之际，略觉旗靡鼓馁处，得健锐兵数十立其间，则屹如坚城，整而复进，遂乃斩将搴旗，用成殊绩。盖索伦兵马射虽精，以之驰突乘胜破阵，无不如志，而知方守节终不如我满洲世仆，其心定，其气盛。夫人出万死一生为国宣力而为之君者，事成而忽若忘独何心哉，朕岂为之哉。自己巳设此营，而辛巳即收其效，不啻树树十年之得报，是潜移黙运，有若天授予，亦有所不知其然而然者，而敬绳祖武，丕扬国烈，瞿瞿惴惴，惟盛满之是惧，犹初志也。是用重勒碑记之，且肖喀喇乌苏袭迫之状，筑堡其侧，岁时幸香山，阅健锐兵，用寓尹铎晋阳之意，不亦可乎。乾隆辛巳孟夏月之吉。
増：乾隆二十六年《御制实胜寺八韵》：
金川昔奏绩，实胜葺祗园。事迹纪穹碣，营规缮列屯（己巳金川功成，因就西山旧寺葺新之，名曰“实胜”，简凯旋之旅，设健锐营，发帑建屋以居之，勤加训练，兹西师之役，得其力居多）。即今平厄鲁，更顺定花门。允藉鹰扬勇，敢忘鸿佑恩。造功庆维兆，嬉武戒犹存。佛力恃奚可，人为勉应（去声）敦。聊因观众技，便以识衷言。怵惕外寧侯，范文有至论。
臣等谨按：实胜寺御制诗，恭值大勳懋集，若平定凖噶尔、回部及平定两金川垂示篇咏昭揭大端者，今并恭录卷内，余不备录。
增：乾隆三十八年《御制过南岭阅武兼游实胜宝谛诸寺即事成什》：
健锐建是营，乃自己巳始（其时定金川，名“实胜”，缘此）。畏而赦尽剿，将谓革心矣。十年即渐猖，蚕食邻弗止，然犹俾安抚，屡抚屡背诡（前此征剿金川，大兵压境，沙罗奔郎卡穷蹙乞降，冀其诚心湔革，遂允所请，赦弗加诛。甫及十年，即与邻封土司构衅攘夺相寻，屡经督提抚谕而止。郎卡死，其子索诺木兄弟竟敢背恩肆逆，且有蚕食诸番，侵及维州桥之意，而小金川逆竖僧格桑与之狼狈为奸，鸱张自恣，初皆未之知也。庚寅夏，僧格桑与鄂克什修怨称兵，阿尔泰、董天弼亲往诫谕，奏言逆酋已遵敎退回，朕以番蛮互相仇杀，既知悔罪息争，姑且释而不问。孰意阿尔泰等竟以鄂克什之地断归僧格桑，希图迁就完事，匿不上闻，益为逆酋所轻视。不数月，索诺木遂侵杀革布什咱，僧格桑复攻围鄂克什，并敢筑碉抗拒，逆迹益彰，势难中止。辛卯冬，始兴问罪之师，二酋如此党恶跳梁，非并力剪灭，必贻后患，因悔始之曲原赦罪，继之不欲加兵，皆未免失之姑息。今不得不为除恶务尽之举矣）。尾大不可掉，问罪师无已。儧拉虽荡平（小金川，番语谓之儧拉，去年冬攻破美诺，平定其地，僧格桑窜入金川，擒其父泽旺解京），促浸境今抵（促浸，番语谓金川也。今温福由功噶尔拉移兵昔岭，阿桂抵当噶拉，丰升额至日旁山梁，并扼金川险要，连次破碉杀贼，即日可望罙入）。徒以春雪多，兼之险可恃。武虽阅于斯，功愿成以迩。实胜岂徒然，宝谛力并企。正法如日照，么□技徒尔（番地春雪本多，盖山高气寒所致。即今已交夏令，日色暄暖，自渐雪霁氷销，易于得进。贼虽有险，亦不足恃。藉曰贼能为札达祈雪，彼邪不胜正，技将安施耶？）。趂暇纵游兹，驰念惟厪彼。
増：乾隆四十三年《御制过南岭阅武礼宝相实胜诸寺迭癸巳旧作韵》
重问罪金川，有征辛卯始。丙申遂荡定，数典实于此（自己巳年初定金川，立健鋭营，建实胜寺于此。及辛卯岁，重征金川，至丙申年荡定。曩时训练精鋭，果能出力，用奏肤功，而寺亦名与实称。今来瞻礼，益深追溯之。思云而此未识咏则过数年矣）。清明举上陵，回涂香山止（癸巳年驻跸香山阅武，兼历诸寺，作诗识事。维时正在用兵，今告功已及三年。展礼山陵，回涂至此，用赓前韵以纪成劳）。余暇过南岭，松苍复石诡。曰武不可忘，曰思曷能已。宝相肖五台，曾以祝厘抵（曽于辛巳年恭奉圣母展礼五台，敬祝慈厘。兹香山宝相寺，宝肖五台殊相寺规制，瞻企之余，益深依慕耳）。本拟藉其佑，孰谓捐予恃。岁月不少延，云山别甫迩。回首望西南，景仰徒成企。一心实茫茫，五字空尔尔。粘壁赓前韵，谁问斯和彼。
増：乾隆十五年《御制番筑碉诗》：
番筑碉，筑碉不在桃关之外，乃在实胜寺侧西山椒。狼卡稽颡归王化，网开三面仁恩昭。叔孙名子不忘武，佽飞早已旋星轺。俘来丑虏习故业，卭笼令筑拔地高。昔也御我护其命，今也归我効其劳。

番筑碉，不惟効劳，尔乃忘其劳，魋结环耳面顤䫜，嗜酒喜肉甘膻臊。但得酒肉一醉饱，浑忘巴朗卡撒其故巢。其妇工作胜丈夫，粉不能白沤尪且么。不藉绳墨与规矩，能为百尺森岧嶤。

番筑碉，侏离番语为番谣，扬声强半不可晓，大都慕义怀恩膏。亦不为汝慕义怀恩膏，我自两阶文德舞戚旄。偶肖汝制役汝曹，赉汝金钱为锦袍。
原：表忠寺门左右各二松一石，俱奇。（《古燕山纪游》）
增：表忠寺，俗名鲍家寺。（《青箱堂集》）臣等谨按：表忠寺，亦称鲍家寺，今改建实胜寺。原循香山之左，历滕公寺，至鲍家寺寺，有古松十株，阴覆石墀，浓翠可爱。（《长安可游记》）朱彝尊原按：土人所称鲍家寺，即延寿庵也。臣等谨按：滕公寺址在今长龄寺稍西，仅余白松四株。长龄寺即延寿庵旧址，东去里许始为鲍家寺地，今改建实胜寺。朱彝尊误合为一耳。长龄寺详见后卷。
原：鲍家寺两掖石楼屹立，青槐百株交蔽修衢，殿植果松四株，枝叶婆婆，覆阴无隙地。寺下又有滕公寺，石垣周遭若一县郭，其中飞楼相望，清渠激户，杂花满楹。（《珂雪斋集》）
原：朱国祚《夜宿鲍家寺诗》：
青豆房低结构牢，长松静夜卷秋涛。分明一枕溪亭雨，睡起不知山月高。（《介石斋集》）

实胜寺应是供健锐云梯营兵士（属于满族）供奉佛像及护法嘛哈噶喇而建。清朝时，以宝谛寺为中心，形成了一组满族藏传佛教寺庙群。这组寺庙包括：宝谛寺、宝相寺、长龄寺、方圆庙、梵香寺、实胜寺。这组寺庙群距离团城演武厅很近。这组寺庙群后毁于八国联军之手。

## 建筑
实胜寺现存建筑仅有碑亭一座，碑亭内为《敕建实胜寺碑记》四体碑一通。
实胜寺的《敕建实胜寺碑记》（即《日下旧闻考》所载《御制实胜寺碑记》）刻于乾隆十四年五月。碑分为两块，一块立于碑亭，现仍存，另一块立于实胜寺内，21世纪初重新发现，现改立于旭华之阁南侧。
- 立在碑亭内的碑为青石立碑，四面方广如一。碑额宽175厘米，高145厘米，篆书“御制”二字，四面雕“二龙戏珠”。碑身宽155厘米，高310厘米，碑侧有高浮雕云纹、龙戏珠纹。须弥座宽192厘米，高115厘米，有高浮雕云纹、龙纹。碑身的四面分别以汉文、满文、蒙古文、藏文书写。汉文为乾隆帝御制正书，首题“敕建实胜寺碑记”，尾题“乾隆十有四年岁在己巳夏五月之吉御制并书”。[5]
- 立于实胜寺内的碑，中国国家图书馆藏有拓片（京6043号）。拓片宽107厘米，高194厘米，侧边饰有缠枝花卉。碑额篆书“御制”二字。碑阳刻汉文，碑阴刻藏文，其余两面未刻碑文。（北侧有碑文，为乾隆御制诗一首：实胜寺叠去岁韵）。其中汉文为乾隆帝御制正书。[5]

《日下旧闻考》所载《御制实胜寺碑记》和石碑拓片有一处文字不同。《日下旧闻考》作：“因命择向庀材建寺于碉之侧，名之曰实胜。”石碑上则为：“因命于碉傍，就旧有寺新之，易其名曰实胜。”实际上，石碑上的此句是经凿改过的。可见，乾隆帝最初想新建一座实胜寺，但最后只是将原有的表忠寺（俗称“鲍家寺”）改建为实胜寺而已。《日下旧闻考》亦载：“表忠寺亦称鲍家寺，今改建实胜寺。”但《日下旧闻考》未修改所载《御制实胜寺碑记》碑文。
《实胜寺诗刻》刻于乾隆五十三年四月。该诗附刻于实胜寺内《敕建实胜寺碑记》石碑的侧面。由于实胜寺内石碑今已不存，中国国家图书馆藏有《实胜寺诗刻》碑文拓片（京6047号，已残），该拓片宽28厘米，高204厘米，为乾隆帝御制行书。尾题“乾隆戊申清和月中瀚叠去岁韵御笔”。诗中赞扬健锐营在镇压台湾林爽文起义中所立战功。
此外，现存《实胜寺后记》（即《日下旧闻考》所载《御制实胜寺后记》），刻于乾隆二十六年四月，立在团城演武厅北阅武楼内。此碑为卧式，由整块青石制成。碑额宽403厘米，高79厘米，厚70厘米。碑身宽387厘米，高166厘米，厚54厘米，浮雕云纹、夔龙拱璧。须弥座宽412厘米，高97厘米，厚73厘米。碑身阳面刻有汉文、满文，阴面刻有蒙古文、藏文。汉文为乾隆帝御制正书，首题“实胜寺后记”，尾题“乾隆辛巳孟夏月之吉御制并书”。碑文记述健锐营平定新疆回部大小和卓之乱中所立战功。

## 延伸阅读
- 关于“实胜寺”的四座碑刻，颐和吴老_新浪博客，2013-03-10（页面存档备份，存于）